# Shout/hummingbird
「Shout/hummingbird」（シャウト/ハミングバード）は、堂珍嘉邦のデビュー・シングル。2012年11月14日、Scalearから発売。

## 解説
本作はデビュー・シングルで両A面シングル。通常盤と初回限定盤の2形態で発売。初回限定盤には卓上カレンダー封入。2曲ともミュージック・ビデオのディレクターは石原周太郎。

## 楽曲

### Shout
2012年5月、アメリカにて制作。「Shout」について堂珍は「立体感がある、どんな環境で聴いても聴きごたえがある」と述べている。
「Shout」について堂珍は「抑圧されたものの中から、内部で爆発する」と述べ。ジャケット写真は「Shout」をイメージしている。

### hummingbird
ハチドリを意味する「hummingbird」はアメリカ滞在時朝に聴こえるハチドリの鳴き声を聴き思いつく。タイトルはビートルズ「Blackbird」を意識。「爽やかなんだけど遠く離れてる人の事を思ったら、歌詞の内容すごくいいかもしれないな」と述べている。

## タイアップ
「Shout」・「hummingbird」両曲とも木下グループの音楽レーベル「Scalear」関連企業Nozの「BEASHOW by Noz」CMソング。「Shout」はテレビ埼玉「ごごたま」11月期エンディングテーマ。

## 収録曲
1. Shout [4:17]
  - 作詞・作曲：堂珍嘉邦・Josh Wilbur・FULL FORCE
2. hummingbird [3:52]
  - 作詞・作曲：堂珍嘉邦・Josh Wilbur・Kevin Billingslea